# Camille Nys
Pour les articles homonymes, voir Nys.
Camille Nys est un footballeur belge né le 9 mai 1888 et mort en 1964.
Il débute en 1909 au Standard FC Liègeois, avant de rejoindre le Racing Club de Bruxelles et remporter la Coupe de Belgique en 1912.
Il a joué quatre matches avec l'équipe de Belgique en 1911 et 1912.
Il joue ensuite une saison en Italie au Milan Cricket and Foot-Ball Club, l'ancêtre de l'AC Milan où il rejoint son compatriote, l'attaquant Louis Van Hege.

## Palmarès
- International belge A en 1911 et 1912 (4 sélections)
- Vainqueur de la Coupe de Belgique en 1912 avec le Racing Club de Bruxelles